# مركبة قتالية مرتجلة

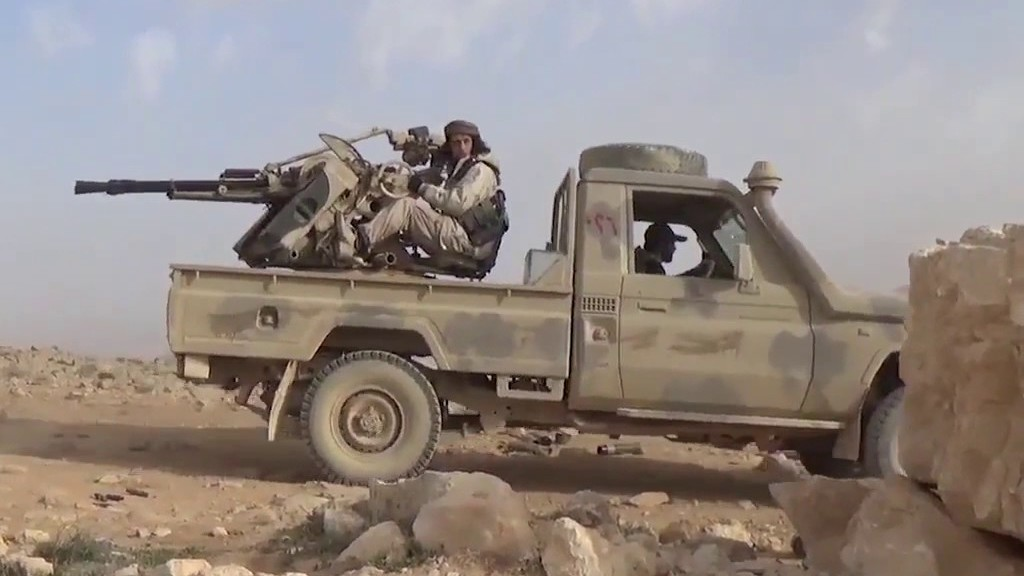
مركبة قتالية مرتجلة مسلحة بمدفع آلي من طراز ZU-23 تابعة للجيش السوري الحر خلال المعارك ضد تنظيم الدولة الإسلامية في جبال القلمون الشرقية، جنوب سوريا، 2017م.

مركبة قتالية مرتجلة هي مركبة قتالية مؤقتة أو مرتجلة ناتجة عن مركبة غير قتالية مدنية أو عسكرية معدلة أو مطورة، غالبًا ما يتم بناؤها واستخدامها من قبل المتمردين المدنيين أو الإرهابيين أو رجال العصابات أو حرب العصابات أو الثوار أو تجار المخدرات أو المنظمات الإجرامية أو أشكال أخرى من الميليشيات غير الحكومية والجيوش غير النظامية. تتكون هذه التعديلات عادة من دروع مرتجلة وأسلحة ثابتة يستخدمها الطاقم مثل المدافع الرشاشة الثقيلة أو المدافع الآلية المضادة للطائرات المثبتة على الجزء الخلفي من مركبة متعددة الأغراض أو شاحنة صغيرة.
قامت العديد من الميليشيات والجيوش بتصنيع مثل هذه المركبات منذ إدخال السيارات الأولى إلى الخدمة العسكرية. خلال عشرينيات القرن العشرين، أدى غياب فكرة الاستخدام العسكري للسيارات أو وجود صناعة مخصصة لإنتاجها إلى قدر كبير من الارتجال في إنشاء السيارات المدرعة المبكرة.
في ثلاثينيات وأربعينيات القرن العشرين، وعلى الرغم من ظهور الصناعات العسكرية التي تنتج المركبات القتالية المدرعة في العديد من البلدان، فإن العديد من الجيوش لجأت إلى استخدام أدوات مؤقتة، غالبًا استجابة لمواقف عسكرية غير متوقعة، أو نتيجة لتطوير تكتيكات جديدة لم تكن لها مركبة متاحة مناسبة.
وقد يعكس بناء المركبات القتالية المرتجلة أيضًا نقصًا في الوسائل لدى القوة التي تستخدمها. وهذا صحيح بشكل خاص في البلدان النامية، حيث استخدمتها الجيوش المختلفة وقوات حرب العصابات (على سبيل المثال حرب تويوتا)، لأنها أفل تكلفة وأكثر سهولة في الوصول إليها من المركبات القتالية العسكرية.

## صور

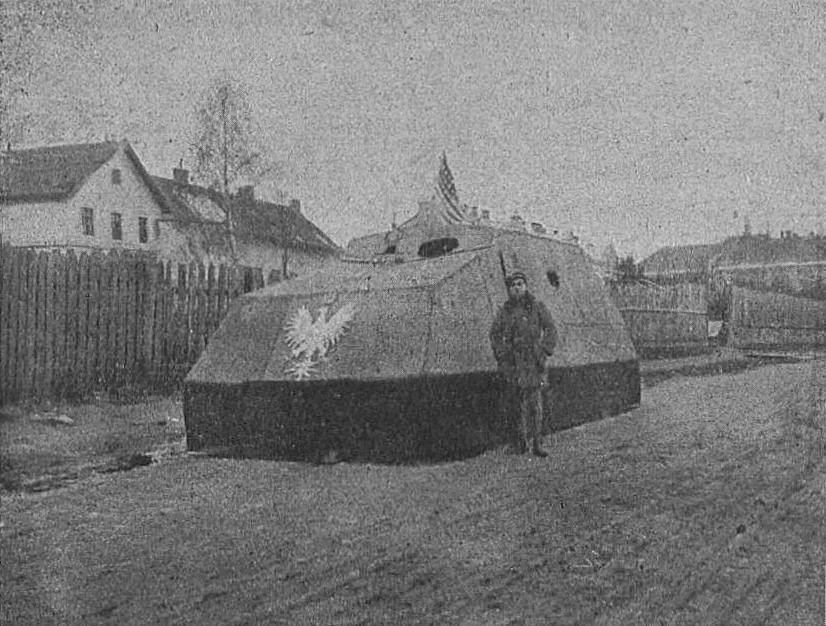
سيارة مدرعة عام 1919.
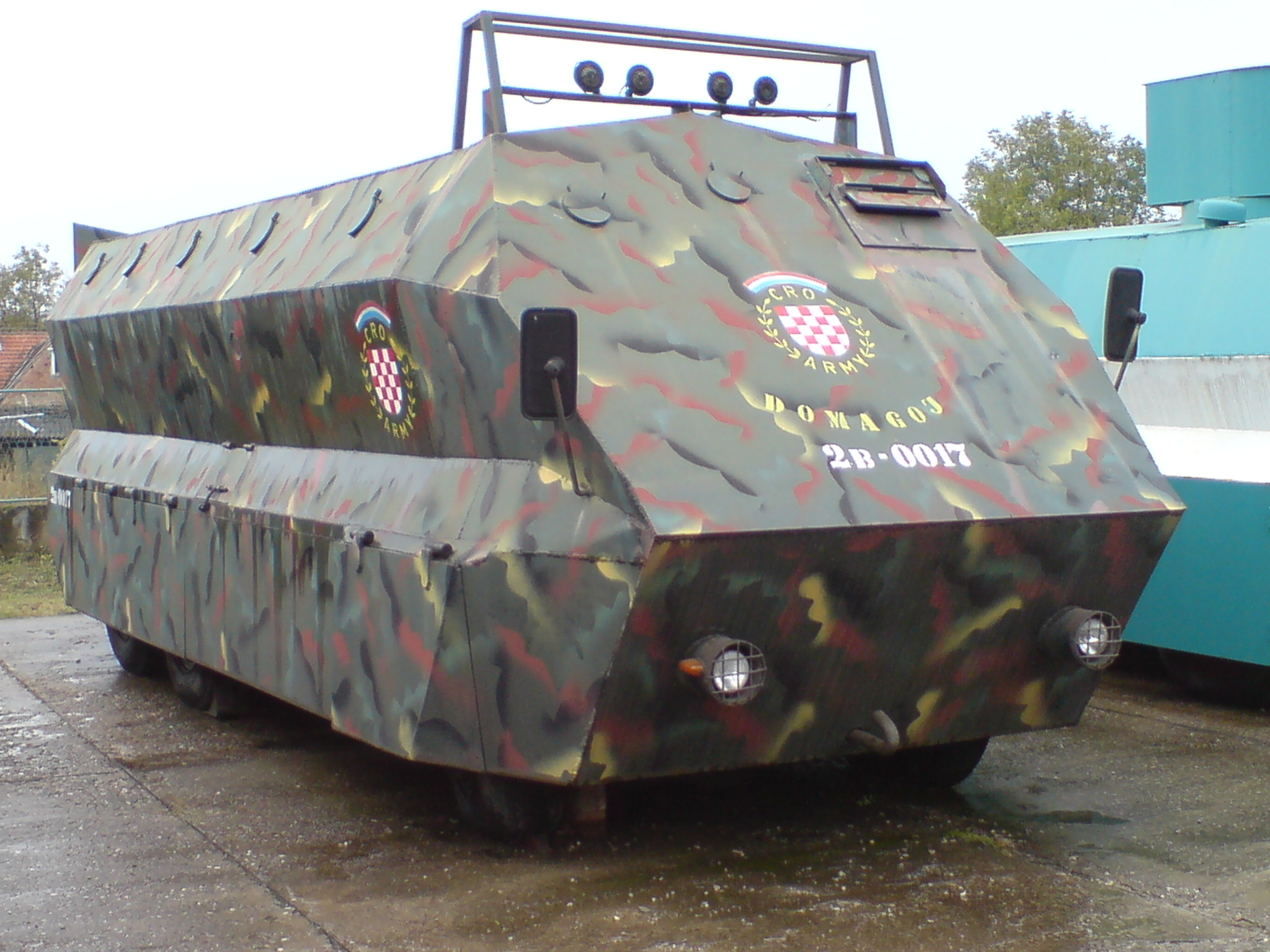
مركبة قتال مشاة كرواتية مرتجلة خلال حرب الاستقلال الكرواتية 1991-1995.
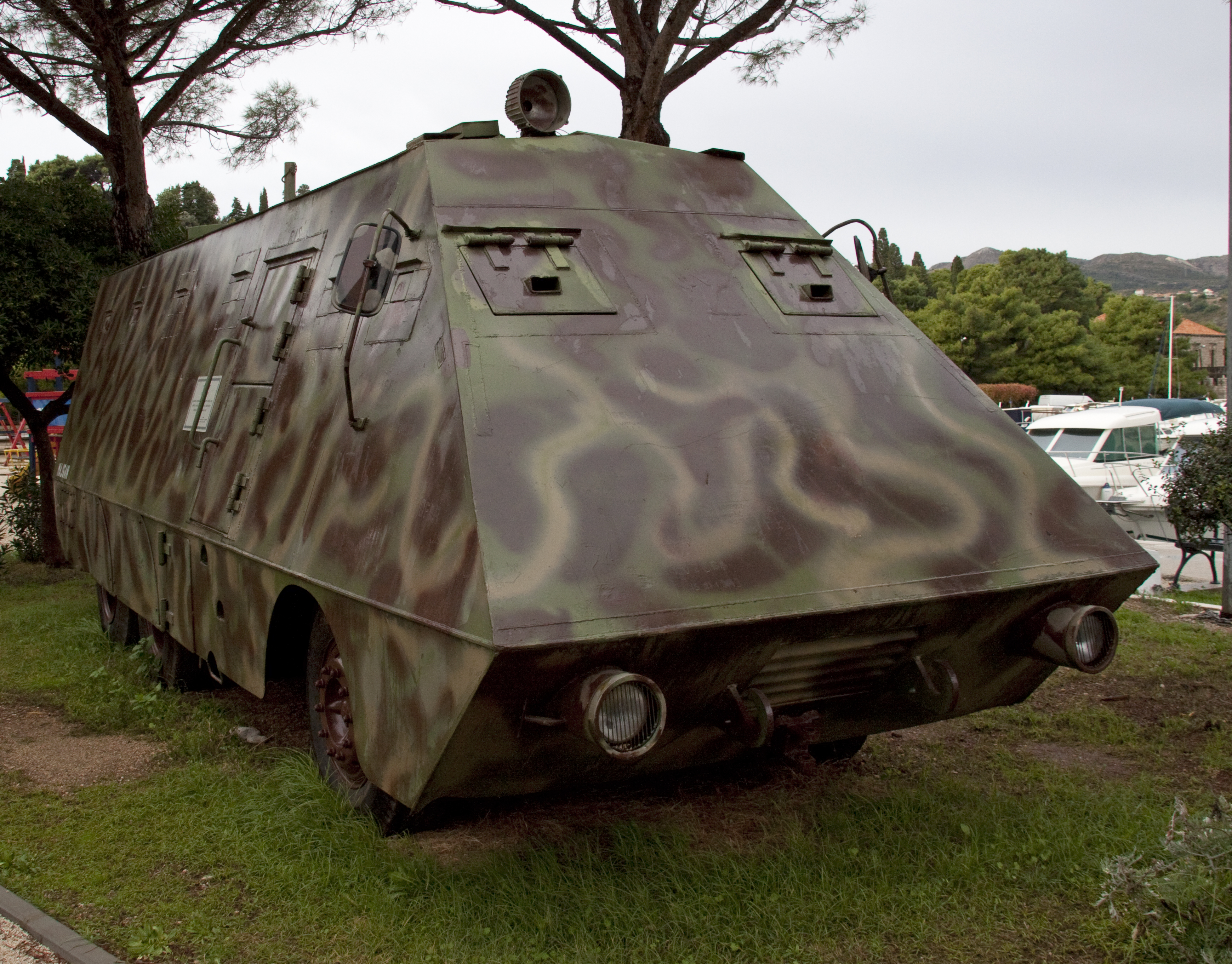
مركبة قتالية مرتجلة من حرب الاستقلال الكرواتية .
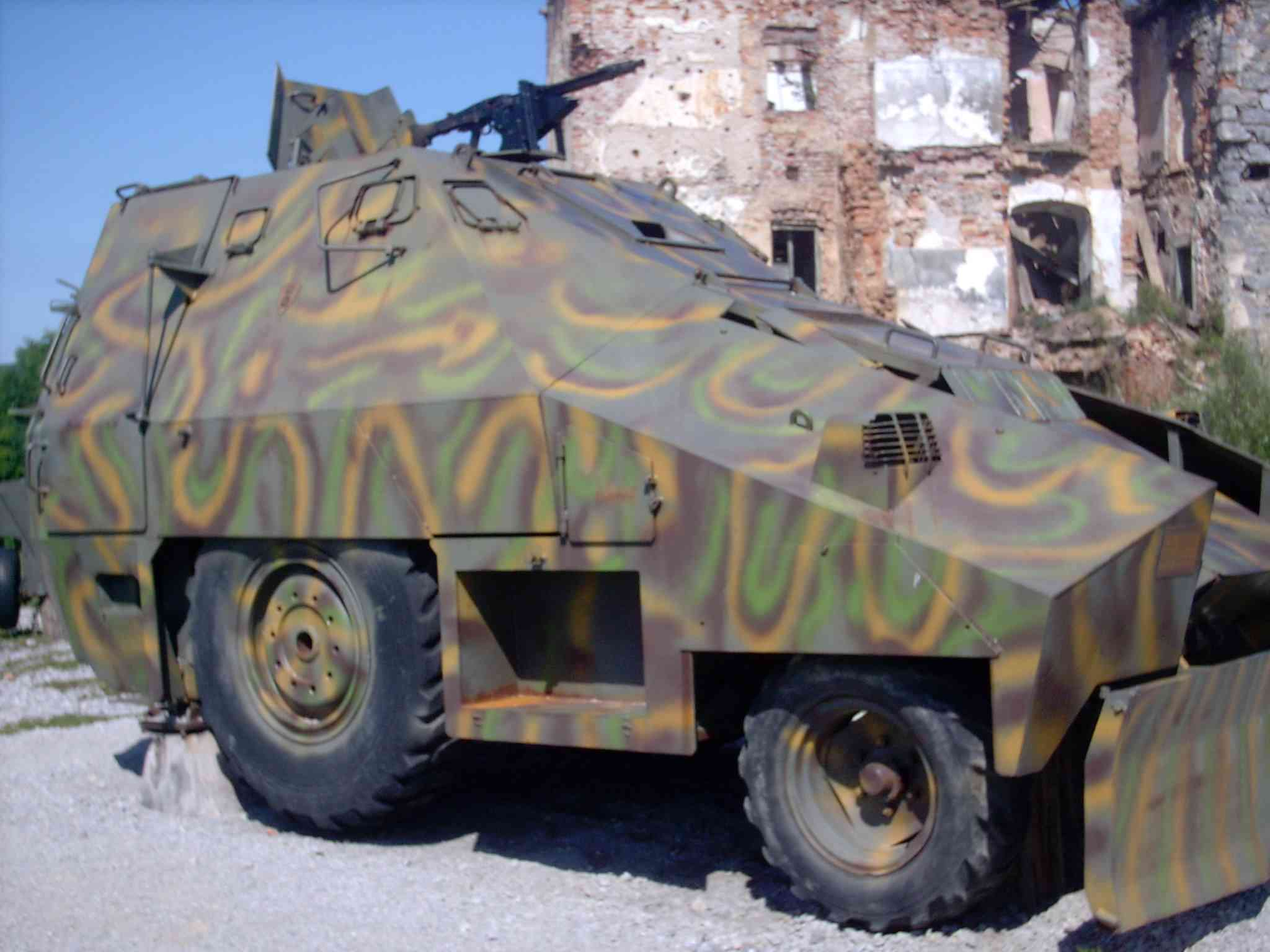
حفارة مدرعة مرتجلة كرواتية بمحرك بقوة 70 حصانًا. تم تجهيز القرص الدوار بمدفع مضاد للطائرات عيار 20 مم، أو مدفع رشاش ثقيل من طراز براوننج عيار 12.7 مم أو مدفع عيار 82 مم من حرب الاستقلال الكرواتية.
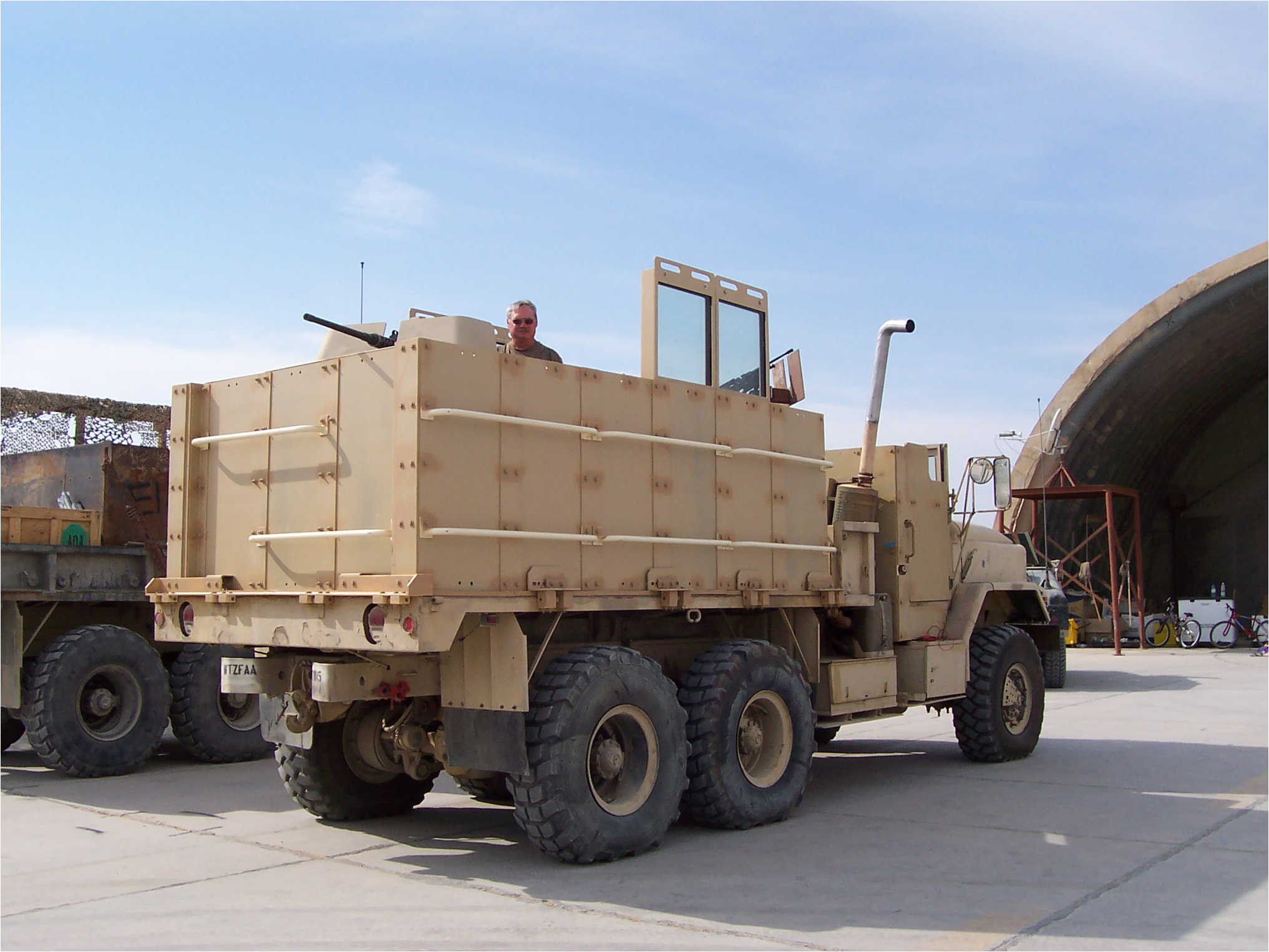
شاحنة عليها مدفع في العراق، مستوحاة من شاحنة M939 ذات الخمسة أطنان.
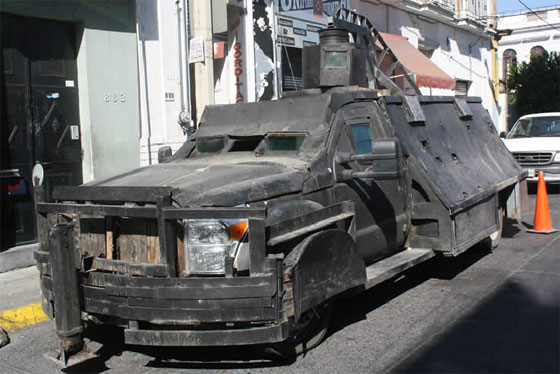
سيارة مدرعة ببرج، تم مصادرتها من قبل السلطات المكسيكية من عصابات المخدرات في خاليسكو، 2011.